# Vereniging van Onderzoeksjournalisten
De Vereniging van Onderzoeksjournalisten (VVOJ) richt zich op bevordering van kwaliteits- en onderzoeksjournalistiek in Nederland en Vlaanderen.

## Geschiedenis
In 2002 werd de vereniging in Amsterdam opgericht. Tot de leden behoren journalisten, docenten en studenten journalistiek.  De VVOJ  houdt jaarlijks een tweedaagse conferentie. 
In  2004 reikt de VVOJ jaarlijks De Loep uit aan de beste onderzoeksjournalistiek in Nederland en Vlaanderen.
In 2019 stelde de vereniging een nieuwe prijs in: Het Vliegwiel. Deze prijs is bestemd voor journalistiek managers of eindredacteuren die zich inzetten voor meer en betere onderzoeksjournalistiek. Kandidaten voor de prijs worden voorgedragen door leden van hun eigen redactieteam. De winnaar wordt bekendgemaakt op het jaarlijkse VVOJ-congres.